# Lešje, Majšperk
Lešje este o localitate din comuna Majšperk, Slovenia, cu o populație de 180 de locuitori.